# Paracanthonchus kamui
Paracanthonchus kamui is een rondwormensoort uit de familie van de Cyatholaimidae. De wetenschappelijke naam van de soort is voor het eerst geldig gepubliceerd in 1981 door Kito.